# James Pierpont
James P. Pierpont (Connecticut, 16 de junho de 1866 — San Mateo (Califórnia), 9 de dezembro de 1938) foi um matemático estadunidense.
Apresentou uma Colloquium Lecture em 1896.

## Artigos de J.P. Pierpont
- «Early history of Galois' theory of equations». Bull. Amer. Math. Soc. 4 (7): 332–340. 1898. MR 1557611
- «Mathematical instruction in France». Bull. Amer. Math. Soc. 6 (6): 225–249. 1900. MR 1557701
- «The history of mathematics in the nineteenth century». Bull. Amer. Math. Soc. 11 (3): 136–159. 1904. MR 1558180
- «Some modern views of space (the Gibbs lecture for 1925)». Bull. Amer. Math. Soc. 32 (3): 225–258. 1926. MR 1561200
- «Mathematical rigor, past and present». Bull. Amer. Math. Soc. 34 (1): 23–52. 1928. MR 1561502
- «Non-euclidean geometry, a retrospect». Bull. Amer. Math. Soc. 36 (2): 66–76. 1936. MR 1561892

## Livros de J.P. Pierpont
- Lectures On The Theory Of Functions Of Real Variables Vol. I (Ginn and co., 1905)
- Lectures On The Theory Of Functions Of Real Variables Vol. II (Ginn and co., 1912)
- Functions of a complex variable (Ginn and co., 1914)